# Metropolis (Mauro Nardi)
Metropolis è un album del cantante italiano Mauro Nardi del 1993 contenente 12 brani in lingua napoletana.

## Tracce
1. Ma comme m'annammoro? – 3:25 (A. Borrelli - V. D'Agostino)
2. Nun te ne apprufittà – 4:48 (A. Borrelli - The Caleps - V. D'Agostino)
3. Fra nuje (con Maria Nazionale) – 4:18 (F. Chiaravalle - V. D'Agostino - A. Casaburi)
4. Metropolis – 3:20 (F. Chiaravalle - A. Casaburi - V. D'Agostino - A. Borrelli)
5. E 'vvote penso – 4:49 (A. Borrelli - V. D'Agostino)
6. Chi si? – 3:36
7. Pecche' staje e casa o vommero – 4:25 (A. Borrelli - V. D'Agostino)
8. Bellissima – 4:18 (A. Borrelli - V. D'Agostino - M. Simeoli)
9. Pe mezzo do nennillo – 3:53 (A. Borrelli - V. D'Agostino - G. D'Alessio)
10. Stanza 23 – 4:01 (A. Borrelli - V. D'Agostino - M. Simeoli)
11. No papà nun vo' – 3:43 (A. Borrelli - V. D'Agostino - F. Chiaravalle)
12. Arrivederci mare – 3:48 (A. Borrelli - F. Chiaravalle - A. Casaburi - V. D'Agostino)